# آنتی لیو
آنتی لیو (استونیایی: Anti Liiv؛ زادهٔ ۱۶ مارس ۱۹۴۶) روان‌پزشک، روان‌شناس، سیاستمدار و نماینده سابق مجلس اهل استونی است.